# Érico Aorfel da Suécia
Érico Aorfel (conhecido na Suécia como Erik Årsäll, lit. Érico dos Bons Anos; em latim: Ericus Aorfel; ) foi um rei lendário, normalmente não incluído nas listas de reis, que teria sido o último rei pagão da Suécia. O epíteto Årsäll deriva de terem havido anos de boas colheitas (årsäll) durante o seu tempo. Teria governado de 1087 a 1088. Era filho de Sueno, o Sacrificador (Blot-Sven). Sucedeu a seu pai depois que este foi assassinado durante um ataque de Ingo I a Upsália. Dizem que foi batizado como cristão, porém foi eleito pelos suecos pagãos como rei, ao aceitar os sacrifícios que exigiam a religião nórdica.[carece de fontes?]
Sabe-se muito pouco sobre sua vida. Entretanto, supõe-se que na sua adolescência foi eleito rei em oposição a Ingo I, o rei cristão inimigo da religião nórdica. Foi rei por um pequeno período de tempo, pois Ingo I (Inge Stenkilsson) reassumiu o poder através da invasão de Upsália. Não se sabe o ano exato da sua morte, mas o mais provável é que tenha sido assassinado pelas tropas de Ingo I. Quando este pôs fim às práticas pagãs, assassinou seus inimigos e destruiu o Templo de Upsália. Tal como Sueno, o Sacrificador e Kol, Érico Aorfel parece ser um fantasia sem nenhum fundamento histórico.[carece de fontes?]